# Christian Orth
Christian Orth (* 19. August 1977 in München) ist ein deutscher Altphilologe.

## Leben
Er besuchte eine Grundschule in Münster (1984–1988), das Schillergymnasium Münster (bis Oktober 1988) und das Wilhelm-Dörpfeld-Gymnasium in Wuppertal (1988–1997). Anschließend leistete er seinen Zivildienst (1997–1998) in der Altenbetreuung an der Evangelischen Kirchengemeinde Elberfeld-Südstadt ab. Von 1998 bis 2004 studierte er Klassische Philologie und Italianistik an den Universitäten Freiburg im Breisgau und Basel. Von April bis September 2000 und von 2001 bis 2004 war er wissenschaftliche Hilfskraft am Seminar für Klassische Philologie der Albert-Ludwigs-Universität Freiburg. In Rom hatte er einen Auslandsaufenthalt (2000–2001) im Rahmen des Erasmus-Programms an der Universität La Sapienza. Er legte die Staatsexamina in den Fächern Griechisch und Latein (November 2004) und Italienisch (2007) ab. Von November 2004 bis September 2010 war er wissenschaftlicher Angestellter am Seminar für Klassische Philologie der Universität Freiburg, wo er im August 2008 mit der Arbeit Die Komödien des Strattis. Ein Kommentar zu den Fragmenten promoviert wurde. Seit Januar 2011 ist er wissenschaftlicher Mitarbeiter der Heidelberger Akademie der Wissenschaften im Projekt Kommentierung der Fragmente der griechischen Komödie. Nach der Habilitation im Juli 2015 wurde ihm die Lehrberechtigung im Fach Klassische Philologie an der Universität Freiburg verliehen.
Seine Forschungsschwerpunkte sind die griechische Komödie, Fragmente und indirekte Überlieferung, griechische und lateinische Metrik, griechische Geographie, der Elegiker Properz, neulateinische Dichtung sowie der Komponist und Cellist Luigi Boccherini.

## Schriften (Auswahl)
- Strattis. Die Fragmente. Ein Kommentar (= Studia Comica. Band 2). Verlag Antike, Berlin 2009, ISBN 978-3-938032-32-9 (zugleich Dissertation, Freiburg 2008).
- Alkaios – Apollophanes. Einleitung, Übersetzung, Kommentar (= Fragmenta Comica. Band 9,1). Verlag Antike, Heidelberg 2013, ISBN 978-3-938032-63-3.
- Aristomenes – Metagenes. Einleitung, Übersetzung, Kommentar (= Fragmenta Comica. Band 9,2). Verlag Antike, Heidelberg 2014, ISBN 978-3-938032-70-1.
- Nikochares – Xenophon. Einleitung, Übersetzung, Kommentar (= Fragmenta Comica. Band 9,3). Verlag Antike, Heidelberg 2015, ISBN 3-938032-94-4.
- als Herausgeber mit Stylianos Chronopoulos: Fragmente einer Geschichte der griechischen Komödie (= Studia Comica. Band 5). Verlag Antike, Heidelberg 2015, ISBN 978-3-938032-64-0.
- Aristophanes. Aiolosikon – Babylonioi (frr. 1–100). Einleitung, Übersetzung, Kommentar (= Fragmenta Comica. Band 10,3). Verlag Antike, Heidelberg 2017, ISBN 978-3-946317-10-4.
- Aristophon – Dromon. Einleitung, Übersetzung, Kommentar (= Fragmenta Comica. Band 16,2). Verlag Antike, Göttingen 2020, ISBN 978-3-946317-88-3.